# لؤي زيتوني
لؤي زيتوني باحث وناقد وقاصّ لبناني، (مواليد 6 يوليو 1979)، في قرية المريجات الجبليّة المطلّة على سهل البقاع اللّبناني من جهة الغرب.

## حياته
حاز على دبلوم الدّراسات العليا في اللّغة العربية وآدابها من كليّة الآداب والعلوم الإنسانيّة - العمادة في الجامعة اللبنانية، وذلك عن رسالته التي حملت عنوان: "شعر الفداء والانبعاث - دراسة في البواعث والنّشأة والأسس والنّصّ"، في عام 2004.
نال شهادة الدّكتوراه في اللّغة العربيّة وآدابها من المعهد العالي للدّكتوراه في الآداب والعلوم الإنسانيّة والاجتماعيّة - الجامعة اللبنانية، وذلك عن أطروحته المعنونة: "الخطاب الحداثيّ في شعر الفداء والانبعاث"، في العام 2010.
كتب المقالات والدّراسات في صحفٍ عربيّة مختلفة، منها في بيروت: البناء - فكر - الديار - الأنوار - البلد - تحوّلات، وفي خارج لبنان: الغد الأردنيّة - البحرين الثقافيّة.
مقيم منذ العام 2006 في البحرين.

## أسلوبه
يعتمد في نقد يعتمد المنهج البنيوي- السيميائي (structural-semiotic) في مقاربته للنصوص الشعرية. ويتميز أسلوبه الكتابي في أعماله النقدية بالسعي إلى الموضوع وإيصال الأفكار بشكل جلي.

## له في النقد
- مفهوم الأسطورة ورمزيتها الأدبية - التموزية نموذجاً (2009)
- التأسيس للحادثة في كتاب الصراع الفكري (2009)
- المنطق الصراعي في الأدب الحديث (2011)
- رؤيوية الرمز في الرواية الحديثة - مقاربة سيميو - بنيوية في رواية عرس الزين (2012)
- شعر الفداء والانبعاث (2015)

## له في القصة
نور تحت سيف العتم (مجموعة قصصية) (2010)